# Salon international du cheval d'El Jadida
Le salon international du cheval d'El Jadida est le plus grand salon équestre du continent africain, organisé chaque année au mois d'octobre à El Jadida, au Maroc. Il propose championnats, concours, compétitions, loisirs, jeux, conférences, expositions artistiques et spectacles équestres, et conclut la dernière étape du circuit de saut d'obstacles Morocco Royal Tour.

## Histoire
Ce salon voit le jour sous le patronage de Sa Majesté le roi du Maroc Mohammed VI, avec une première édition organisée du 22 au 26 octobre 2008. Le choix s'est porté sur El Jadida en raison de ses richesses naturelles et de son rapport historique avec le cheval. L'année 2018 correspond à la 11e édition, du 16 au 21 octobre, dédiée aux sports équestres au Maroc.

## Description
Le salon international du cheval d'El Jadida est organisé au Parc d'Exposition Mohammed VI - El Jadida. Il vise à participer au développement de l’ensemble de la filière équine marocaine, et à son rayonnement international. Organisé durant six jours, il propose des championnats, concours, compétitions, loisirs, jeux, conférences, expositions artistiques et spectacles équestres. Il permet de mettre en valeur l'artisanat marocain dans les domaines de la gravure, de la tapisserie, de la marqueterie, ou encore de l'incrustation.
Il est notamment l'occasion d'un show international de chevaux arabes, de la coupe des éleveurs marocains de chevaux arabes, et d'un championnat de tbourida, le Grand Prix Mohammed VI, permettant d'admirer les harnachements équins traditionnels, et dont la 3e édition a eu lieu en 2018. Il est aussi une étape d'un concours de saut d'obstacles, le Morocco Royal Tour, le Grand Prix de saut d'obstacles de SM le Roi Mohammed VI étant passé du niveau trois étoiles au niveau quatre étoiles en 2018.

## Rayonnement
Il constitue l’événement équestre le plus important du genre sur l’ensemble du continent africain. En 2015, pour sa 8e édition, ce salon a reçu 260 000 visiteurs. En 2018, avec 230 000 visiteurs venus voir environ 1 000 chevaux et 500 poneys, d'après les organisateurs, l'objectif a été atteint.